# Termorregulação

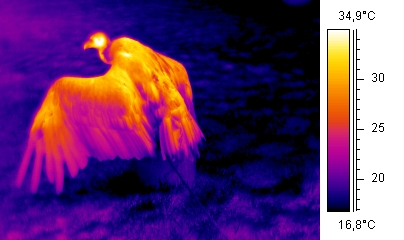
Imagem térmica de um abutre

Termorregulação é um termo que, em biologia, refere-se ao conjunto de sistemas de regulação da temperatura corporal de alguns seres vivos (em especial, mamíferos e aves). Esta regulação é exercida graças à coordenação entre a produção (termogênese) e libertação (termodispersão) do calor orgânico interno, que são percebidos e decodificados por receptores centrais e periféricos que permitem que o corpo responda à variação da temperatura.
Termogênese quer dizer ganho de calor, que acontece de diversas maneiras, como atividade muscular, hormônios, efeito térmico de alimentos, alteração postural e meio ambiente. Já a termodispersão é o contrário, perda de calor que pode acontecer por condução, convecção, radiação e evaporação.
O ser humano depende da temperatura corporal ideal para manter sua homeostasia, por esse motivo, a disfunção prolongada dela é incompatível com a vida, causando diversos problemas em vários sistemas do corpo.
A termorregulação é homeostática já que na presença de oscilações térmicas externas, possibilita a manutenção da temperatura corporal dentro de fronteiras definidas. Buscando sempre manter no padrão da espécie.

## Tipos de termorregulação

### Fisiológica
Verifica-se nas espécies endotérmicas ou homeotérmicas (temperatura interna com baixa variabilidade), como o humano. O organismo tem a capacidade de regular a temperatura interna através de mensagens nervosas. Homeotérmicos como aves e mamíferos tendem a manter a temperatura constante, mesmo com a variação da temperatura ambiente.

### Comportamental
Verifica-se em espécies ectotérmicas (regulação da temperatura consoante o meio externo), pecilotérmicas ou poiquilotérmicas (maior variabilidade de temperatura), como a generalidade dos lagartos. O organismo não tem a capacidade de regular a temperatura interna e esta é regulada através de fatores externos e comportamentais. O animal procura deslocar-se para locais de maior temperatura externa. No que diz respeito aos comportamentos que favorecem a homeotermia, podem citar-se, por exemplo, o comportamento social de algumas espécies que nos períodos de baixas temperaturas aglomeram-se, no caso dos pinguins.

## Caso humano
Na espécie humana a temperatura é regulada, em circunstâncias normais, para cerca de 37 °C. Essa temperatura corporal normal ou normotermia ou eutermia, depende do ambiente e do nível de atividade corporal e hora do dia (ritmo circadiano). De acordo com o local de verificação os valores podem ser considerados normais em:

- Temperatura axilar: 35,5 a 37 °C
- Temperatura bucal: 36 a 37,4 °C
- Temperatura retal: 36 a 37,5 °C.[2]

Quando se verifica um aumento de temperatura no exterior, através de mecanismos homeostáticos de termorregulação, a temperatura é reduzida por processos como a vasodilatação (os capilares aproximam-se da superfície cutânea, havendo uma transferência de energia para o exterior) e a produção de suor, que evapora, diminuindo a temperatura ao nível da pele. Dá-se, assim, um feedback/retroacção negativa (resposta interna que contraria a oscilação externa).
Quando a temperatura externa diminui (fator perturbador que induz um estímulo que é conduzido por vias aferentes ao centro coordenador/integrador - complexo hipotálamo - hipófise), o centro coordenador envia uma mensagem nervosa por vias eferentes (nervos motores) de modo a ocorrer vasoconstrição e contração muscular (induz maior taxa de processos catabólicos, como a respiração aeróbia, que aumentam a geração de calor).
A termorregulação dá-se principalmente através de mensagens nervosas (ao contrário da osmorregulação que funciona graças a comunicação hormonal). No entanto, o hipotálamo/hipófise produzem hormonas que estimulam a tiroide e disto resultam hormonas tiroideias (T3 e T4) que aumentando a taxa metabólica contribuem para a produção de calor.
Este processo ocorre igualmente em várias espécies (principalmente mamíferos e aves).